# へび座カッパ星
へび座κ星(へびざカッパせい、κ Ser / κ Serpentis)は、へび座の頭側の領域に位置する4等星。

## 概要
M型の赤色巨星で、ヘリウム中心核が炭素や酸素への核融合を始めるかどうかという段階にある。恒星進化論の研究において重要な星となっており、恒星の視直径や磁気活動の較正に用いられている。

## 名称
2018年8月10日、国際天文学連合の恒星の命名に関するワーキンググループ (Working Group on Star Names, WGSN) は、Gudja をへび座κ星の固有名として正式に承認した。Gudja は、オーストラリアのノーザン・テリトリーに住むオーストラリア先住民のWardaman族が使っていた呼称で、彼らの言葉でメルテンスオオトカゲ (英: Water Goanna) を意味する。